# Redonien
Rédonien
Stratigraphie
Le Redonien (parfois rédonien) est un regroupement d'étages du Cénozoïque, à cheval sur le Néogène et le Quaternaire. Il se situe approximativement entre −7,2 et −1,8 Ma ou −7,2 et −2,6 Ma. 

## Présentation
Le Redonien regroupe les trois ou quatre étages du Messinien du Miocène supérieur, Zancléen du Pliocène inférieur, Plaisancien du Pliocène supérieur, et selon les sources le Gélasien du Pléistocène inférieur[réf. nécessaire].
Il comprend complètement le Pliocène et il y est parfois assimilé,.
Selon le dictionnaire de la langue française, ce terme d'un étage géologique spécifique viendrait de la région de Rennes et évoque donc le peuple celte des Redones. Selon le BRGM, le Redonien, extension du Pliocène, concerne aussi la Basse-Loire, la Loire-Atlantique, l'Ille-et-Vilaine et la Vendée,,,.

## Paleobiology Database: Formation Redonien
Selon Paleobiology Database en 2023, cet étage serait plutôt entre 7,246 et 2,588 Ma, donc regroupant les trois premiers étages déjà évoqués Messinien, Zancléen et Plaisancien, ou de façon plus courte Messinien et Pliocène.
La formation Redonien (en) côtière de type grès est référencé sous TPDB. Elle concerne alors aussi les départements du Maine-et-Loire et du Cotentin.